# ولادية

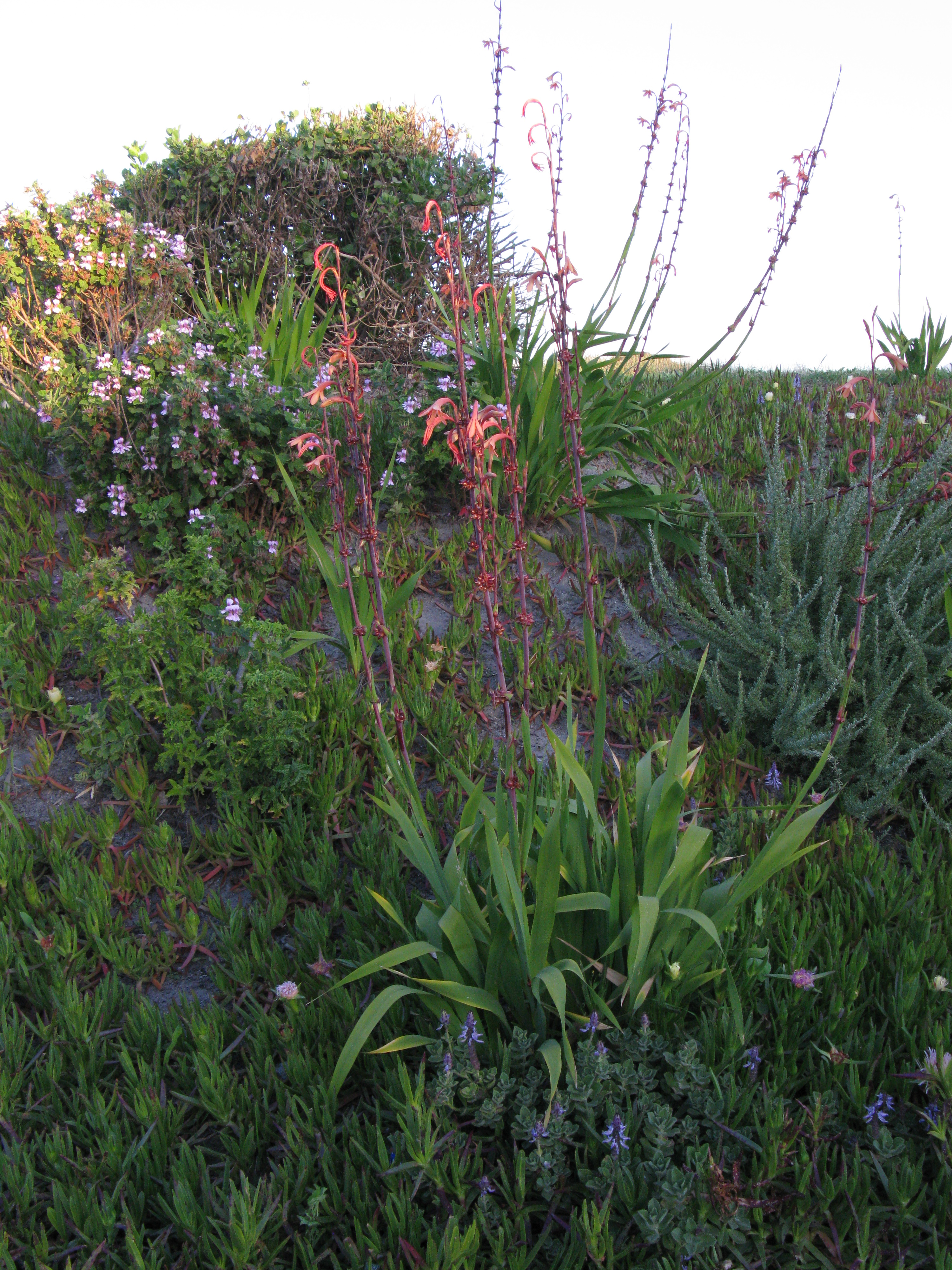
واتسونيا
ميريانا ، قرب نهاية الإزهار، لديها قرمزات تسقط في النهاية وتتجذر.

في النباتات، تحدث الولادية (بالإنجليزية: Vivipary) عندما تبدأ البذور أو الأجنة بالتطوير قبل أن تنفصل عن الأم. وفي بعض النباتات تتطور وتسقط نباتات صغيرة من الشقوق في أوراقها، وتكون جاهزة للنمو. إنتاج الأجنة من الأنسجة الجسدية هو التكاثر الخضري اللاجنسي الذي يرقى إلى الاستنساخ.

## وصف
في بعض أنواع أشجار المنغروف، على سبيل المثال، تنبت البذور وتنمو من مواردها الخاصة بينما لا تزال مرتبطة بالأم. تشتت التيارات الشتلات لبعض الأنواع إذا سقطت في الماء، لكن بعضها الآخر يطور جذرًا ثقيلًا مستقيمًا يخترق الطين عادة عندما تسقط الشتلات، وبالتالي تُزرع الشتلات بفعالية. هذا يتناقض مع أمثلة التكاثر الخضري المذكورة أعلاه، حيث أن شتلات المنغروف هي شتلات حقيقية تنتج عن التكاثر الجنسي.
في بعض الأشجار، مثل الجاكوت، وبعض الحمضيات، والأفوكادو، يمكن العثور على البذور النابتة بالفعل أثناء نضج الثمرة؛ بالمعنى الدقيق للكلمة لا يمكن وصف هذه الحالة بالحيوية، ولكن الظروف الرطبة التي توفرها الفاكهة تحاكي تربة رطبة تشجع على الإنبات. ومع ذلك ، يمكن أن تنبت البذور أيضًا تحت التربة الرطبة.

## التكاثر
الولادية تشمل التكاثر عن طريق الأجنة، مثل البراعم أو البصل، على عكس الإنبات خارجياً من البذور الخاملة المتساقطة، كما هو معتاد في النباتات.